# Du blues dans la tête
Pour plus de détails, voir Fiche technique et Distribution.
Du blues dans la tête est un film français réalisé par Hervé Palud et sorti en 1981.

## Fiche technique
- Titre : Du blues dans la tête
- Autre titre : Bloody Blues
- Réalisation : Hervé Palud
- Scénario : Niels Arestrup et Hervé Palud
- Photographie : André Diot
- Costumes : Dorothée Nonn
- Son : Francis Bonfanti - Mixage : Jean-Paul Loublier
- Musique : Christian Gaubert et Jean Péron-Garvanoff
- Montage : Roland Baubeau et Anne Sordoillet
- Production : Phan Productions - Stardust Productions
- Pays d'origine :  France
- Durée : 88 minutes
- Date de sortie : France - 3 juin 1981

## Distribution
- Niels Arestrup : Dan
- Christine Boisson : Carole
- Jeanne Herviale : Miss Doudoune
- Xavier Saint-Macary : Jacky
- François Perrot : l'hôtelier
- Yvan Chiffre : le boucher
- Odette Laurent : la vendeuse
- Roland Blanche : le garagiste
- Agnès Rosier : la femme du garagiste
- Jean-Paul Bonnaire : René

## Distinctions
- 1981 : Festival de Cannes (sélection Perspectives du cinéma français)[1]